# Adam Dworzycki
Adam Dworzycki herbu Nowina – szlachcic pochodzący z województwa ruskiego, jeden z oficerów wojsk Jerzego Mniszcha prowadzącego na carski tron Dymitra I. Początkowo był rotmistrzem chorągwi petyhorskiej, lecz z czasem awansował na pułkownika, regimentarza, a finalnie na hetmana armii carskiej. W bitwie pod Nowogrodem Siewierskim zasłynął z odwagi i waleczności, dzięki czemu zaskarbił sobie łaskę cara i aprobatę żołnierzy. Wskutek rebelii, którą wywołali spiskujący przeciw Dymitrowi bojarzy na czele z braćmi Szujskimi, hetman dostał się do niewoli moskiewskiej i jego dalsze losy pozostają nieznane. Prawdopodobnie został internowany jako jeden z polskich zakładników cara Wasyla Szujskiego.

## Obecność w kulturze
Postać Adama Dworzyckiego występuje w cyklu powieści Jacka Komudy pt. „Samozwaniec”, gdzie jego postać została przedstawiona jako Adam Dworycki. Prawdopodobnie wskutek błędnego zapisu historycznego, z którego autor powieści zapewne korzystał.